# Мюнхен. На порозі війни
«Мюнхен» (англ. Munich – The Edge of War) — британський драматичний фільм, знятий Крістіаном Швоховим за сценарієм Бена Пауера. Фільм заснований на однойменній новелі Роберта Гарріса. У головних ролях: Джеремі Айронс, Джордж Маккей, Янніс Нівенер, Сандра Хюллер, Лів Ліза Фріс, Аугуст Діль, Ерін Доерті, Анджлі Мохіндра та Мартін Вуттке.
Прем'єра фільму відбулася на Netflix 21 січня 2022.

## У ролях
- Джордж Маккей — Х'ю Легат
- Янніс Нівенер — Пауль фон Гартман
- Джеремі Айронс — Невілл Чемберлен
- Алекс Дженнінґс — сер Горас Вілсон
- Сандра Хюллер — Хелен Вінтер
- Джессіка Браун Фіндлей — Памела Легат
- Лів Ліза Фріс — Лена
- Ульріх Маттес — Адольф Гітлер
- Роберт Батерст — Невіл Гендерсон
- Марк Льюїс Джонс — Осмунд Сомерс Клевері

## Виробництво та реліз
У листопаді 2020 року стало відомо, що Джеремі Айронс, Джордж Маккей, Янніс Нівенер, Сандра Хюллер, Лів Ліза Фріс, Аугуст Діль, Ерін Доерті та Мартін Вуттке приєдналися до акторського складу фільму, Крістіан Швохов виступив режисером. Netflix займеться дистриб'юцією фільму.
Знімальний період розпочався в листопаді 2020 і завершилися в грудні 2020. Зйомки проходили в Берліні, Потсдамі, Мюнхені та інших місцях.
Прем'єра фільму відбулася 13 жовтня 2021 року на Лондонському кінофестивалі. З 6 січня 2022 фільм вийшов в обмежений прокат в Німеччині, а з 21 січня 2022 фільм буде доступний на Netflix